# 中山恒
中山 恒（なかやま わたる、1936年1月7日 - ） は、日本の機械工学者。元日立製作所技師長、元東京工業大学教授。元メリーランド大学客員教授。元日本伝熱学会会長。

## 人物・経歴
鎌倉市出身。神奈川県立湘南高等学校を経て、1958年防衛大学校機械工学科卒業。航空自衛隊勤務を経て、1961年東京工業大学大学院理工学研究科機械工学専攻修士課程入学、1966年同博士課程修了、工学博士。1966年防衛庁第３研究所を経て、1967年カナダアルバータ大学Postdoctoral Fellow、1968年カナダシャーブルック大学Invited Lecturer。1970年日立製作所機械研究所入社、1990年-1992年同所技師長、1989年–1992年東京工業大学工学部生産機械工学科日立寄付講座教授を兼任後、1996年まで同機械知能システム学科教授。また、1996年–2001年には米国メリーランド大学客員教授。1998年以後ThermTech International代表。
学会活動では、1990年日本機械学会熱工学部門長。1994年日本伝熱学会会長。1990年-1992年米国機械学会 (ASME) 日本支部会長。1994年-2002年熱物質移動国際センター (ICHMT) Executive Committee メンバー。

## 著書・編著書
- 『エネルギー工学のための熱交換技術入門』オーム社 1981年
- 『半導体実装技術ハンドブック』サイエンスフォーラム 1986年
- Computers and Computing in Heat Transfer Science and Engineering, CRC Press - Begell House, W. Nakayama and K. T. Yang) 1993年
- 『技術予測論』日科技連出版社 1998年
- Electronics Packaging: Design, Materials, Process, and Reliability, McGraw-Hill,  (J. Lau, C. P. Wong, J. Prince, W. Nakayama) 1998年
- "The Japanese electronics industry" CRC Press 1999年

## 受賞など
- 1988年  Hawkins Memorial Lecturer, 米国パデュー大学
- 1992年  米国機械学会 (ASME) 伝熱部門記念賞 (Heat Transfer Memorial Award）[10]
- 1996年  熱物質移動国際センター (ICHMT) フェローシップ賞[11]
- 1997年  日本伝熱学会名誉会員
- 1997年  日本機械学会熱工学部門国際貢献賞[12]
- 1998年  米国機械学会 (ASME) 電子実装部門 (EEPD) 貢献賞 (現Alan Kraus メダル）[13]
- 2000年  米国機械学会 (ASME)/ 米国電気電子学会 (IEEE) ITHERM Achievement Award
- 2001年  米国機械学会 (ASME) InterPack Achievement Award (現Avram Bar-Cohen 記念賞)[14]
- 2006年  米国電気電子学会 (IEEE) Thermi Award
- 2007年  日本機械学会船井特別賞[15]
- 2012年  米国機械学会 (ASME) Life Fellow[16]
- 2012年　Max Jakob 記念賞、米国機械学会 (ASME)[17]
- 2013年  米国電気電子学会 (IEEE) Life Fellow[18]
- 2013年  米国機械学会 (ASME) 伝熱部門75周年記念メダル